# Conrad A. Nervig
Conrad Albinus Nervig (* 24. Juni 1889 in Revillo, Grant County, South Dakota; † 26. November 1980 in San Diego, Kalifornien) war ein US-amerikanischer Filmeditor.

## Leben und Werk
Conrad A. Nervig war als Editor an über 80 Filmen beteiligt. 1922 begann er für die Goldwyn Picture Corporation im Bereich Filmschnitt zu arbeiten. Er blieb auch nach der Umwandlung zur Metro-Goldwyn-Mayer 1924 bei diesem Studio und verbrachte dort den Großteil seiner Karriere, die er 1954 beendete.
Nervig war 1935 der erste Oscargewinner in der Kategorie Bester Schnitt für seine Arbeit an dem Abenteuerdrama Eskimo von W. S. Van Dyke. 1937 erhielt er eine weitere Nominierung für Flucht aus Paris. Zusammen mit Ralph E. Winters gewann er 1951 einen zweiten Oscar für König Salomons Diamanten.

## Filmografie (Auswahl)
- 1927: Winners of the Wilderness
- 1927: Die blonde Kollegin (The Fair Co-Ed)
- 1928: Der Wind (The Wind)
- 1928: Das göttliche Weib (The Divine Woman)
- 1928: Die Masken des Erwin Reiner (The Masks of the Devil)
- 1928: Die Komödiantin (The Actress)
- 1929: Der jüngste Leutnant (Devil-May-Care)
- 1929: Wilde Orchideen (Wild Orchids)
- 1930: Passion Flower
- 1931: Yvonne (Inspiration)
- 1931: The Guardsman
- 1932: Letty Lynton
- 1932: Der schöne Karl (Downstairs)
- 1933: Eskimo
- 1935: Flucht aus Paris (A Tale of Two Cities)
- 1936: Zwischen Haß und Liebe (His Brother’s Wife)
- 1939: Sergeant Madden
- 1939: Nordwest-Passage (Northwest Passage)
- 1941: Die Marx Brothers im Kaufhaus (The Big Store)
- 1941: Dr. Kildare: Der Hochzeitstag (Dr. Kildare’s Wedding Day)
- 1943: Und das Leben geht weiter (The Human Comedy)
- 1944: Die Leibköche seiner Majestät (Nothing but Trouble)
- 1944: An American Romance
- 1946: Lassie – Held auf vier Pfoten (Courage of Lassie)
- 1947: Anklage: Mord (High Wall)
- 1948: Akt der Gewalt (Act of Violence)
- 1949: Tödliche Grenze (Border Incident)
- 1949: Side Street
- 1950: Fluch des Blutes (Devil’s Doorway)
- 1950: König Salomons Diamanten (King Solomon’s Mines)
- 1951: Tal der Rache (Vengeance Valley)
- 1951: Zu jung zum Küssen (Too Young to Kiss)
- 1952: Die lustige Witwe (The Merry Widow)
- 1952: Stadt der Illusionen (The Bad and the Beautiful)